# Fatmire Alushi
Fatmire "Lira" Alushi (Gjurakovc, Kosovo, 1 de Abril de 1988) é uma futebolista kosovar naturalizada alemã. Atualmente, joga no Paris Saint-Germain e na Seleção Alemã de Futebol Feminino.
Foi campeã do mundo em 2007 e medalhista de bronze nos Jogos Olímpicos de Pequim em 2008, quando marcou os dois gols na disputa do bronze contra o Japão.